# Henrik Birkvig
Henrik Birkvig (født 11. november 1955) er en dansk grafiker, faglitterær forfatter og uddannelsesleder ved Danmarks Medie- og Journalisthøjskole. Birkvig har udgivet flere publikationer som enten forfatter eller medforfatter ved Forlaget Grafisk Litteratur. Uddannet som grafisk designer fra Den Grafiske Højskole i 1982, derudover tog han i 2009 en Master of Design på Arkitektskolen.